# Кусиро (станция)
Станция Кусиро (яп. 釧路駅 кусиро эки) — железнодорожная станция в японском городе Кусиро, обслуживаемая компанией JR Hokkaido.

## История
Станция Кусиро была открыта 20 июля 1901 года. С приватизацией JNR она перешла под контроль JR Hokkaido.

## Линии
- JR Hokkaido
  - Главная линия Немуро
  - Главная линия Сэнмо

## Планировка
Платформы
| 1-4 | ■Линия Немуро | на станцию Обихиро, Саппоро и Немуро |  |
| 1-4 | ■Линия Сэнмо  | на станции Масю и Абасири            |  |
| 5   | ■Линия Немуро | на станцию Немуро                    |  |
| 5   | ■Линия Сэнмо  | на станции Масю и Абасири            |  |